# Kresby Hieronyma Bosche
Toto je nekompletní seznam kreseb Hieronyma Bosche, které se dochovaly dodnes. Autorství děl je většinou nejisté. Často jde o přípravné studie. Boschovy malby lze vidět na stránce Seznam maleb Hieronyma Bosche.
| Přední strana | Zadní strana | Popis |
|               |              | Studie k příšerám Technika: kresba perem Velikost: 86 × 182 mm Umístění: Staatliche Museen, Berlín |
|               |              | Čarodějnice a úl (Žena vedle muže v pleteném úlu) – Náčrt dvou žen Technika: pero a bistr Velikost: 192 × 270 mm Umístění: Albertina, Vídeň |
|               |              | Žebráci Technika: pero a bistr Velikost: 285 × 205 mm Umístění: Albertina, Vídeň Není známo, zda je tato kresba Bosche nebo Pietera Brueghela st. |
|               |              | Žebráci a mrzáci Technika: pero a bistr Velikost: 264 × 198 mm Umístění: Albertina, Vídeň Podobné jako kresba Žebráci, není známo, zda je tato kresba Bosche nebo Pietera Brueghela st. |
|               |              | Kristus nesoucí kříž Technika: pero Velikost: 236 × 198 mm Umístění: Museum Boijmans Van Beuningen, Rotterdam Dříve připisováno Boschovi. |
|               |              | Komická scéna holiče Technika: pero a hnědý inkoust na černé křídě Velikost: 174 × 207 mm. Umístění: Londýn, British Museum Tento náčrt byl možná vyryt Pieterem van der Heydenem. |
|               |              | Smrt lakomce – Studie helmy Velikost: 256 × 149 mm Umístění: Musée du Louvre, Paříž Ačkoli se původně myslelo, že jde o přípravnou kresbu pro obraz Lakomcova smrt, nyní se věří, že kresba byla nakreslena následovníkem Bosche. Zkoumáním skryté podkresby obrazu Lakomcova smrt se zjistilo, že Bosch zkrátil ve výsledné verzi šíp Smrtky. Délka šípu v kresbě je spíše shodná s délkou šípu ve finálním obraze, než v podkresbě. Neznámý umělec rovněž přidal detaily jako je kříž pod klenbou. Tvrzení, že kresba je z ruky Bosche je používána Lyndou Harris. Podporuje ji teorií, že Bosch byl praktik Katarského náboženství. Kresba je spojována s podobnou kresbou "Loď bláznů", která také byla chybně připsána k Boschovi. |
|               |              | Disputace mnichů s kacíři Technika: pero Velikost: 124 × 126 mm Umístění: Pierpont Morgan Library, New York Studie k obrazu Ecce Homo. Autorství je nejisté. |
|               |              | Panna Maria a sv. Jan pod křížem Technika: štětec Velikost: 302 × 172 mm Umístění: Kupferstich-Kabinett, Drážďany |
|               |              | Soví hnízdo Technika: pero a bistr Velikost: 140 × 196 mm Umístění: Museum Boijmans Van Beuningen, Rotterdam |
|               |              | Scény z pekla Technika: pero a bistr Velikost: 163 × 176 mm Umístění: Staatliche Museen, Berlín Autorství je nejisté. |
|               |              | Studie k Pokušení svatého Antonína – Sedm příšer Technika: pero a bistr Velikost: 205 × 263 mm Umístění: Musée du Louvre, Paříž Autorství je nejisté. |
|               |              | Studie k příšerám Technika: pero a bistr Velikost: 318 × 210 mm Umístění: Ashmolean Museum, Oxford Oboustranná kresba. |
|               |              | Pokušení sv. Antonína - Zpěváci ve vejci Technika: pero a bistr Velikost: 257 × 175 mm Umístění: Staatliche Museen, Berlín Autorství je nejasné. Tato kresba byla pravděpodobně i namalována. Zadní strana je možná studie obrazu Koncert ve vejci, který je znám pouze z kopií. |
|               |              | Kladení do hrobu Vznik: 1507 Technika: kresba štětcem v šedém inkoustu Velikost: 150 × 350 mm Umístění: British Museum, Londýn Dříve připisováno Boschovi. |
|               |              | Pole má oči, les má uši Technika: pero a bistr Velikost: 202 × 127 mm Umístění: Staatliche Museen, Berlín |
|               |              | Loď bláznů Vznik: cca 1500 Technika: mokrá kresba/lávování na šedém papíru Umístění: Musée du Louvre, Paříž Dokončeno neznámým autorem po Boschovi. Studie obrazu Loď bláznů. |
|               |              | Gnóm s lodí kolem krku (Loď v plamenech) Technika: pero a bistr Date: 176 × 153 mm Umístění: Akademie der bildenden Künste, Vídeň Autorství je nejisté. |
|               |              | Člověk-strom vznik: cca po 1470 (?) Technika: pero a bistr Velikost: 277 × 211 mm Umístění: Graphische Sammlung Albertina, Vienna Člověk-strom se později (?) objevuje v Boschově triptychu Zahrada pozemských rozkoší. |
|               |              | Pokušení Evy – Dvě hlavy (karikatura) Technika: pero a bistr Velikost: 133 × 100 mm Umístění: Lehmann Collection, New York |
|               |              | Dvě příšery – Želva s umrlčí lebkou na hřbetním pancíři a démon Technika: pero a bistr Velikost: 164 × 116 mm Umístění: Staatliche Museen, Berlín Oboustranná kresba. |
|               |              | Dvě čarodějnice - Liška a kohout Technika: pero a bistr Velikost: 125 × 85 mm Umístění: Museum Boijmans Van Beuningen, Rotterdam |
|               |              | Bláznivé ženy (čarodějnice) Technika: pero a bistr Velikost: 203 × 264 mm Umístění: Musée du Louvre, Paříž Na této kresbě je Brueghelovo jméno, přesto je kresba uznávána jako Boschovo dílo. |
|               |              | Farmář a tři poloviční postavy Umístění: Kupferstichkabinett, Berlín |
|               |              | Scéna z pekla s parafrází Zahrady pozemských rozkoší – Kněz Technika: pero a bistr Velikost: 197 × 275 mm Umístění: Staatliche Museen, Berlín Dílo některého z Boschových následovníků. |
|               |              | Žena nesoucí kbelík vody, Muž s kloboukem a pláštěm, pohled ze zadu Technika: pero a bistr Velikost: 130 × 84 mm Umístění: Museum Boijmans Van Beuningen, Rotterdam Pravděpodobně dílo Pietera Brueghela st. nebo následovníka. Dříve přisuzováno Boschovi. Na přední straně je nápis BRVEGEL. |
|               |              | Kejklíř – Flamedři a přilby Technika: hnědé pero Velikost: 278 × 202 mm Umístění: Musée du Louvre, Paříž |
|               |              | Náčrt hlav – Bojovník Technika: pero Velikost: 174 × 118 mm Umístění: Museum Boijmans Van Beuningen, Rotterdam Boschovo autorství je sporné. |